# Гојко Секуловски
Гојко Секуловски (Прилеп, 1925 — 8. октобар 2002) био је учесник Народноослободилачке борбе, друштвено-политички радник и дипломата СФР Југославије.

## Биографија
Рођен је 12. фебруара 1925. године, у Прилепу. Студирао је на Правном факултету у Скопљу. Учесник је НОБ-а од 1941. године, од 1942. до 1944. године био је у затвору у Битољу, Скопљу и Варни.
Од 1944. године био је члан Комунистичке партије Југославије, а после ослобођења члан ПК КП Македоније у Струмици и Велесу, члан Градског комитета СК у Скопљу, секретар Универзитетског комитета СК Македоније, посланик Републичког већа Народног собрања Народне Републике Македоније и савезни посланик. Од 1967. године радио је у дипломатској служби.
Носилац је Партизанске споменице 1941. и других југословенских одликовања.